# Vasilij Botkin
Vasilij Petrovitj Botkin (ryska: Василий Петрович Боткин), född 8 januari 1812 (gamla stilen: 27 december 1811) i Moskva, död 22 oktober (gamla stilen: 10 oktober) 1869 i Sankt Petersburg, var en rysk skriftställare. Han var bror till Sergej och Michail Botkin.
Utan grundligare underbyggnad, ägnade sig Botkin med hängivenhet åt litteraturen och utövade ett stort personligt inflytande på sina litterära vänner, Vissarion Belinskij och Timofej Granovskij. Han saknade själv betydelse som skönlitterär författare, men var en framstående medarbetare i 1840-talets liberala tidskrifter. Han testamenterande 70 000 rubel till understöd för litteratur och konst.